# Carl Hayden
Carl Trumbull Hayden, född 2 oktober 1877 i Hayden's Ferry (nuvarande Tempe), Arizonaterritoriet, död 25 januari 1972 i Mesa, Arizona, var en amerikansk demokratisk politiker. Han representerade delstaten Arizona i båda kamrarna av USA:s kongress, först i representanthuset 1912-1927 och sedan i senaten 1927-1969. Haydens rekord för den längsta tiden i kongressen utan uppehåll (19 februari 1912-3 januari 1969) hotas 2009 av Robert Byrd som har varit i kongressen sedan 3 januari 1953. Hayden var senatens tillförordnade talman, president pro tempore of the United States Senate, 1957-1969.
Hayden studerade vid Stanford University. Han var sheriff i Maricopa County 1907-1912. När Arizona 1912 blev delstat, fick den nya delstaten två senatorer och en ledamot i representanthuset. Henry F. Ashurst och Marcus A. Smith valdes till de två första senatorerna, medan Hayden valdes till delstaten Arizonas första ledamot av USA:s representanthus.
Hayden utmanade sittande senatorn Ralph H. Cameron i senatsvalet 1926 och vann. Han omvaldes 1932, 1938, 1944, 1950, 1956 och 1962. När Hayden 1969 lämnade senaten, var han den långvarigaste senatorn i USA:s historia. Strom Thurmond slog det rekordet och numera har även Robert Byrd, Ted Kennedy och Daniel Inouye suttit längre än Hayden i senaten.
Haydens grav finns på Double Butte Cemetery i Tempe.